# Ouço Deus Me Chamar
Ouço Deus me Chamar é o sexto álbum de estúdio da cantora brasileira Ludmila Ferber, lançado em 2004 pela gravadora Kairós Music. É o terceiro trabalho da série Para Orar e Adorar, que reúne canções para devocionais, tendo a participação de André Valadão e Ana Paula Valadão Bessa. A obra foi vencedora de várias categorias no Troféu Talento em 2005, ainda foi indicado para o Grammy Latino.

## Faixas
1. "Ouço Deus Me Chamar" - 7:19
2. "É Só Chamá-Lo" - 4:44
3. "Toma Teu Trono" - 7:01
4. "Dá-me Ouvidos" - 5:19
5. "Resposta de Deus" (part: André Valadão) - 3:33
6. "Milhares de Milhares" (part: Ana Paula Valadão Bessa) - 6:58
7. "Vento Impetuoso" - 8:16
8. "Quero Mais" - 8:05
9. "Minha Voz" - 4:18
10. "Eternidade" - 5:47